# Selección de fútbol playa de Canadá

La Selección de fútbol playa de Canadá (en inglés: Canada national beach soccer team; en francés: Équipe du Canada de football de plage), es el equipo que representa al país en la Copa Mundial de Fútbol Playa de FIFA y en el Campeonato de Fútbol Playa de Concacaf; y es controlada por la Asociación Canadiense de Fútbol.

## Estadísticas

### Copa Mundial de Fútbol Playa FIFA
| Copa Mundial de Fútbol Playa FIFA | Copa Mundial de Fútbol Playa FIFA | Copa Mundial de Fútbol Playa FIFA | Copa Mundial de Fútbol Playa FIFA | Copa Mundial de Fútbol Playa FIFA | Copa Mundial de Fútbol Playa FIFA | Copa Mundial de Fútbol Playa FIFA | Copa Mundial de Fútbol Playa FIFA |
| Año                               | Ronda                             | J                                 | G                                 | G+                                | P                                 | GF                                | GC                                |
| --------------------------------- | --------------------------------- | --------------------------------- | --------------------------------- | --------------------------------- | --------------------------------- | --------------------------------- | --------------------------------- |
| 2005                              | No participó                      | No participó                      | No participó                      | No participó                      | No participó                      | No participó                      | No participó                      |
| 2006                              | Cuartos de final                  | 4                                 | 1                                 | 1                                 | 2                                 | 12                                | 26                                |
| 2007                              | No participó                      | No participó                      | No participó                      | No participó                      | No participó                      | No participó                      | No participó                      |
| 2008                              | No participó                      | No participó                      | No participó                      | No participó                      | No participó                      | No participó                      | No participó                      |
| 2009                              | No clasificó                      | No clasificó                      | No clasificó                      | No clasificó                      | No clasificó                      | No clasificó                      | No clasificó                      |
| 2011                              | No clasificó                      | No clasificó                      | No clasificó                      | No clasificó                      | No clasificó                      | No clasificó                      | No clasificó                      |
| 2013                              | No clasificó                      | No clasificó                      | No clasificó                      | No clasificó                      | No clasificó                      | No clasificó                      | No clasificó                      |
| 2015                              | No participó                      | No participó                      | No participó                      | No participó                      | No participó                      | No participó                      | No participó                      |
| 2017                              | No clasificó                      | No clasificó                      | No clasificó                      | No clasificó                      | No clasificó                      | No clasificó                      | No clasificó                      |
| 2019                              | No participó                      | No participó                      | No participó                      | No participó                      | No participó                      | No participó                      | No participó                      |
| 2021                              | No participó                      | No participó                      | No participó                      | No participó                      | No participó                      | No participó                      | No participó                      |
| 2024                              | No participó                      | No participó                      | No participó                      | No participó                      | No participó                      | No participó                      | No participó                      |
| 2025                              | No participó                      | No participó                      | No participó                      | No participó                      | No participó                      | No participó                      | No participó                      |
| Total                             | 1/13                              | 4                                 | 1                                 | 1                                 | 2                                 | 12                                | 26                                |

### Campeonatos Conjuntos (con la CONMEBOL)
| Campeonatos Conjuntos (con la CONMEBOL) | Campeonatos Conjuntos (con la CONMEBOL) | Campeonatos Conjuntos (con la CONMEBOL) | Campeonatos Conjuntos (con la CONMEBOL) | Campeonatos Conjuntos (con la CONMEBOL) | Campeonatos Conjuntos (con la CONMEBOL) | Campeonatos Conjuntos (con la CONMEBOL) | Campeonatos Conjuntos (con la CONMEBOL) |
| Año                                     | Ronda                                   | J                                       | G                                       | G+                                      | P                                       | GF                                      | GC                                      |
| --------------------------------------- | --------------------------------------- | --------------------------------------- | --------------------------------------- | --------------------------------------- | --------------------------------------- | --------------------------------------- | --------------------------------------- |
| 2005                                    | Fase de grupos                          | 3                                       | 1                                       | 0                                       | 2                                       | 8                                       | 12                                      |
| 2007                                    | No participó                            | No participó                            | No participó                            | No participó                            | No participó                            | No participó                            | No participó                            |
| Total                                   | 1/2                                     | 3                                       | 1                                       | 0                                       | 2                                       | 8                                       | 12                                      |

### Campeonato de Fútbol Playa de Concacaf
| Campeonato de Fútbol Playa de Concacaf | Campeonato de Fútbol Playa de Concacaf | Campeonato de Fútbol Playa de Concacaf | Campeonato de Fútbol Playa de Concacaf | Campeonato de Fútbol Playa de Concacaf | Campeonato de Fútbol Playa de Concacaf | Campeonato de Fútbol Playa de Concacaf | Campeonato de Fútbol Playa de Concacaf |
| Año                                    | Ronda                                  | J                                      | G                                      | G+                                     | P                                      | GF                                     | GC                                     |
| -------------------------------------- | -------------------------------------- | -------------------------------------- | -------------------------------------- | -------------------------------------- | -------------------------------------- | -------------------------------------- | -------------------------------------- |
| 2006                                   | Subcampeón                             | 4                                      | 3                                      | 0                                      | 1                                      | 19                                     | 14                                     |
| 2008                                   | No participó                           | No participó                           | No participó                           | No participó                           | No participó                           | No participó                           | No participó                           |
| 2009                                   | Fase de grupos                         | 2                                      | 0                                      | 0                                      | 2                                      | 6                                      | 18                                     |
| 2010                                   | Fase de grupos                         | 3                                      | 1                                      | 0                                      | 2                                      | 8                                      | 12                                     |
| 2013                                   | Octavo lugar                           | 4                                      | 1                                      | 0                                      | 3                                      | 11                                     | 24                                     |
| 2015                                   | No participó                           | No participó                           | No participó                           | No participó                           | No participó                           | No participó                           | No participó                           |
| 2017                                   | Décimo lugar                           | 6                                      | 2                                      | 0                                      | 4                                      | 25                                     | 26                                     |
| 2019                                   | No participó                           | No participó                           | No participó                           | No participó                           | No participó                           | No participó                           | No participó                           |
| 2021                                   | No participó                           | No participó                           | No participó                           | No participó                           | No participó                           | No participó                           | No participó                           |
| 2023                                   | No participó                           | No participó                           | No participó                           | No participó                           | No participó                           | No participó                           | No participó                           |
| 2025                                   | No participó                           | No participó                           | No participó                           | No participó                           | No participó                           | No participó                           | No participó                           |
| Total                                  | 5/11                                   | 14                                     | 3                                      | 2                                      | 9                                      | 53                                     | 79                                     |